# Modern Lover
Modern Lover è il primo album in studio del cantante croato Sandy Marton, pubblicato dalle etichette discografiche Ariola (catalogo 207 899) e CBS (catalogo 26985) su LP nel 1986.

## Il disco
Contiene i singoli pubblicati tra il 1984 e il 1986 (eccetto Camel by Camel), tra cui i successi People from Ibiza e Exotic and Erotic, insieme ad altri brani inediti.

## Tracce
Gli autori del testo precedono i compositori della musica da cui sono separati con un trattino.
Lato A
1. White Storm in the Jungle – 6:18 (testo: Aleksandar Marton – musica: Luca Orioli)
2. Catch the Time – 4:31 (testo: Aleksandar Marton – musica: Aleksandar Marton, Luca Orioli)
3. Forbidden Memories – 4:08 (testo: Aleksandar Marton – musica: Mauro Tondini, Paolo Baggi)
4. Cafè del mar – 5:43 (testo: Claudio Cecchetto – musica: Aleksandar Marton)

Lato B
1. Stay – 4:03 (Aleksandar Marton)
2. Modern Lovers – 4:06 (testo: Aleksandar Marton – musica: Aleksandar Marton, Celso Valli)
3. Wonder Island – 4:46 (testo: Aleksandar Marton – musica: Aleksandar Marton, Celso Valli)
4. People from Ibiza (album version) – 3:10 (testo: Claudio Cecchetto – musica: Aleksandar Marton)
5. Exotic and Erotic – 4:18 (Aleksandar Marton)

Nell'edizione finlandese dell'etichetta K-tel International (catalogo SM-7112) le tracce hanno ordine e durate differenti. Inoltre, viene aggiunto un decimo brano, assente nelle altre pubblicazioni dell'album.
- Merry Christmas and a Happy New Year – 5:03 (Claudio Cecchetto – Aleksandar Marton)

## Formazione
- Sandy Marton - voce, tastiera
- Paolo Gianolio - chitarra
- Luca Orioli - tastiera, programmazione
- Serse May - programmazione
- Rudy Trevisi - sax, percussioni
- Carol Rowley, Linda Taylor, Silvio Pozzoli - cori

## Classifiche
| Classifica (1986) | Posizione più alta |
| ----------------- | ------------------ |
| Italia            | 11                 |